# No es cierto
«No es cierto» es una canción de la cantante mexicana Danna Paola en colaboración con el cantautor argentino Noel Schajris.

## Historia
Fue lanzada como tercer sencillo del álbum homónimo de Paola el 8 de abril de 2013 a través de Universal Music México. Es una balada romántica y líricamente describe un «emotivo diálogo lleno de la nostalgia por una pérdida amorosa y el anhelo de la esperanza de un reencuentro», fue escrita por Schajris y Leonel García.
«No es cierto» fue incluida también en la versión DVD de lujo de Verte nacer (2014), el cuarto álbum de estudio de Schajris, siendo interpretada en vivo por ambos cantantes. El video musical de la canción cuenta con más de 100 millones de reproducciones en YouTube.

## Vídeo musical
El vídeo fue filmado en una  casa abandonada en Coyoacán. La casa abandonada en la que la historia se desarrolla representa un lugar lleno de recuerdos, mientras que se «narra una conversación entre dos personas que tuvieron una relación, las mentiras que se dicen de estar bien, así como los pensamientos que cruzan por su mente». Adrián Amelio dirigió el vídeo.
El 30 de mayo de 2013, el vídeo se estrenó en el canal VEVO de Danna Paola, en YouTube.

## Lista de canciones
| N.º | Título                                 | Duración |  |
| 1.  | «No es cierto» (junto a Noel Schajris) | 3:45     |  |

| N.º | Título                                                    | Duración |  |
| 1.  | «No es cierto» (junto a Noel Schajris) (Versión acústica) | 3:46     |  |